# 切雷平 (利維夫州)
49°43′8″N 24°8′56″E / 49.71889°N 24.14889°E

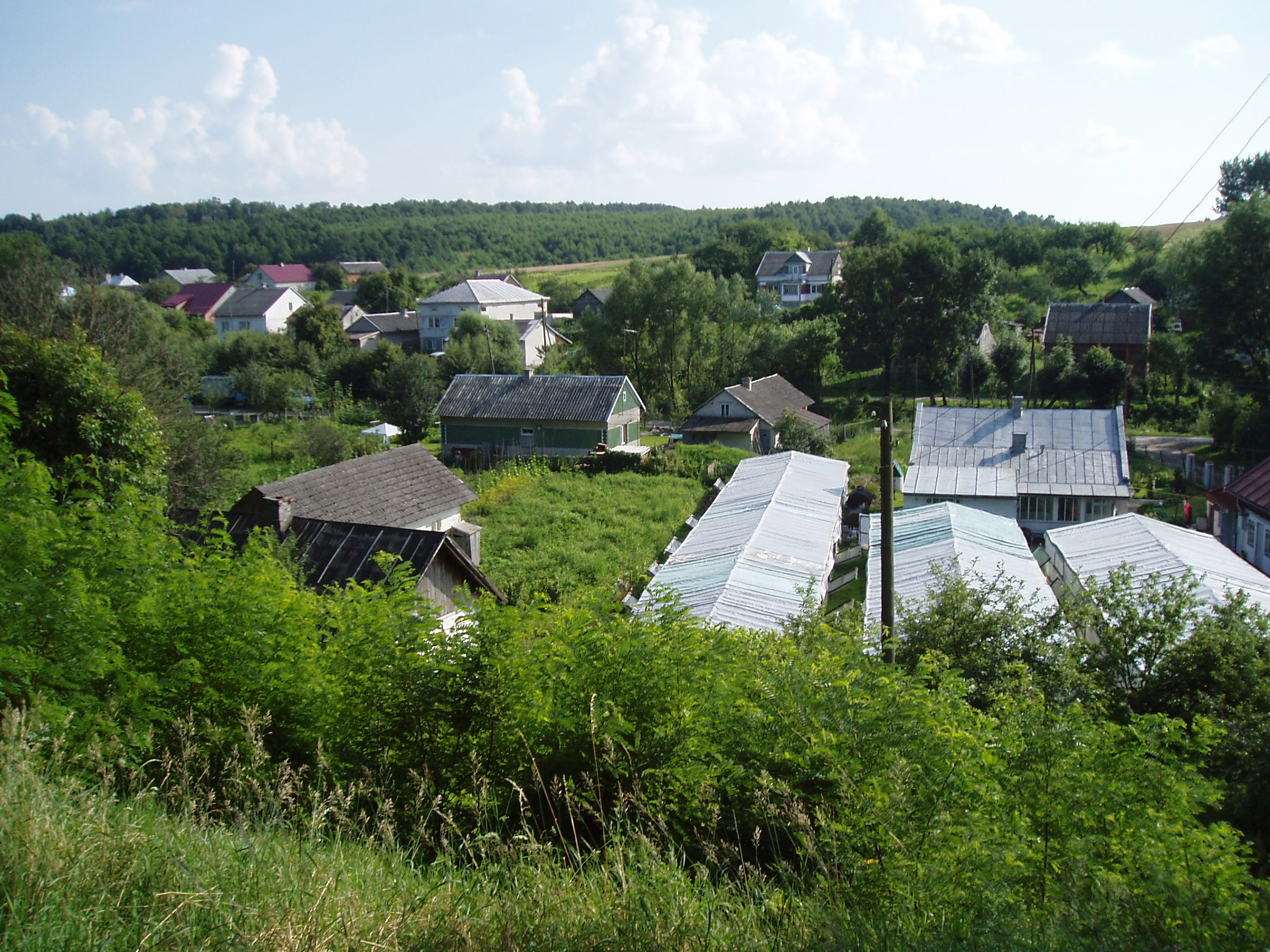
切列平村一景

切雷平（羅馬化：Cherepyn）是烏克蘭西部的村莊，隸屬利維夫州的利維夫區。該村始建於1122年，面積1.06平方公里，海拔高度309米，2024年人口270，人口密度每平方公里261.32人。